# All In (2023)
All In (2023), promowany również jako All In London at Wembley Stadium lub po prostu All In London – gala wrestlingu wyprodukowana przez federację i dla zawodników All Elite Wrestling. Odbyła się 27 sierpnia 2023 na Stadionie Wembley w Londynie w Anglii, co zbiegło się z sierpniowym weekendem świątecznym w Wielkiej Brytanii. Emisja była przeprowadzana na żywo przez serwis strumieniowy B/R Live w Ameryce Północnej i za pośrednictwem FITE TV na całym świecie oraz w systemie pay-per-view. Była to pierwsza edycja gali, która została wyprodukowana przez AEW po inauguracyjnym All In, które odbyło się niezależnie we wrześniu 2018. Oznaczało to debiut AEW w Wielkiej Brytanii, pierwszą galę poza Ameryką Północną i pierwszą galę firmy, która odbyła się w całości na stadionie piłkarskim.
Na gali odbyło się jedenaście walk, w tym dwie podczas pre-show Zero Hour. W walce wieczoru, MJF pokonał Adama Cole’a broniąc AEW World Championship. W innych ważnych walkach, Saraya pokonała Hikaru Shidę, Toni Storm i Dr. Britt Baker, D.M.D. w Four-way matchu zdobywając AEW Women’s World Championship, FTR (Dax Harwood i Cash Wheeler) pokonali The Young Bucks (Matta Jacksona i Nicka Jacksona) broniąc AEW World Tag Team Championship oraz w pierwszej walce w karcie, CM Punk pokonał Samoa Joe i obronił "Real World Championship". To była ostatnia walka Punka w AEW, ponieważ został zwolniony po autentycznej kłótni za kulisami, która miała miejsce podczas gali.

## Produkcja i rywalizacje
All In będzie oferowało walki profesjonalnego wrestlingu z udziałem wrestlerów należących do federacji All Elite Wrestling. Oskryptowane rywalizacje (storyline’y) kreowane są podczas cotygodniowych gal Dynamite, Rampage oraz Collision. Wrestlerzy są przedstawieni jako heele (negatywni, źli zawodnicy i najczęściej wrogowie publiki) i face’owie (pozytywni, dobrzy i najczęściej ulubieńcy publiki), którzy rywalizują pomiędzy sobą w seriach walk mających budować napięcie. Kulminacją rywalizacji jest walka wrestlerska lub ich seria.

### MJF vs. Adam Cole oraz Aussie Open vs. MJF i Adam Cole
W czerwcu, mistrz świata AEW MJF rozpoczął rywalizację z Adamem Colem, z którym zmierzył się 14 czerwca w odcinku Dynamite w World Championship Eliminator matchu, który zakończył się 30-minutowym remisem poprzez przekroczenie limitu czasu, tym samym wykluczając Cole’a z przyszłej walki o mistrzostwo. Obaj zostali następnie połączeni w parę tag teamową w turnieju Blind Eliminator, aby wziąć udział w walce o AEW World Tag Team Championship 29 lipca 2023 roku na odcinku Collision. Wygrali turniej, ale nie udało im się zdobyć tytułów tag team. W tym czasie MJF i Cole zostali przyjaciółmi, ku wielkiemu przerażeniu starego przyjaciela Cole’a, Rodericka Stronga, a MJF obiecał Cole’owi, że niezależnie od wyniku turnieju da Cole’owi walkę o mistrzostwo świata AEW. 2 sierpnia na odcinku Dynamite, MJF spełnił swoją obietnicę, dając Cole’owi kontrakt, który zaplanował walkę o mistrzostwo jako walka wieczoru All In. W następnym tygodniu, oprócz walki o mistrzostwo świata AEW, Cole, w imieniu MJF-a, rzucił wyzwanie Aussie Open (Kyle Fletcher i Mark Davis) o mistrzostwo ROH World Tag Team Championship, które będzie miało miejsce podczas pre-show All In Zero Hour. Aussie Open przyjęło wyzwanie na odcinku Rampage z tego samego tygodnia.

### FTR vs. The Young Bucks
Po obronie przez FTR (Dax Harwood i Cash Wheeler) mistrzostw AEW World Tag Team Championship 5 sierpnia w odcinku Collision, stwierdzili, że mają niedokończone sprawy z The Young Bucks (Matt Jackson i Nick Jackson). Następnie rzucili wyzwanie na All In z mistrzostwami AEW World Tag Team Championship na szali. The Young Bucks przyjęli wyzwanie na odcinku Dynamite z 9 sierpnia, oznaczając rubber match pomiędzy dwoma zespołami, remisując 1:1, gdzie The Young Bucks wygrali swój pierwszy pojedynek na Full Gear w listopadzie 2020 roku, podczas gdy FTR pokonali ich 6 kwietnia 2022 roku w odcinku Dynamite.

### Four-way match o AEW Women’s World Championship
Na Dynamite: 200 2 sierpnia, Hikaru Shida pokonała Toni Storm i zdobyła mistrzostwo świata kobiet AEW. W następnym tygodniu ogłoszono, że na All In odbędzie się Four-way match o mistrzostwo, w którym uczestniczki zostaną wyłonione w turnieju pojedynczej eliminacji. Shida miała już zaplanowaną obronę tytułu przeciwko Annie Jay tej nocy, którą pokonała, aby zachować swoje miejsce jako obrończyni tytułu na All In, podczas gdy Storm skorzystała z klauzuli rewanżu, aby otrzymać wolny los i automatycznie wejść do czteroosobowej walki. Następnie Saraya zakwalifikowała się, pokonując Skye Blue podczas odcinka Rampage z 11 sierpnia. Dr. Britt Baker, D.M.D. zapewniła sobie ostatnie miejsce, pokonując The Bunny 16 sierpnia na Dynamite: Fight for the Fallen.

### Darby Allin i Sting vs. Swerve Strickland i Christian Cage
Darby Allin i Swerve Strickland od wielu lat rywalizują ze sobą z przerwami, poprzedzając AEW, sięgając wstecz do ich czasów, gdy walczyli na scenie niezależnej w Seattle, Waszyngton, z którego pochodzi Allin, podczas gdy Strickland pochodzi z pobliskiego Tacoma. Feud nasilił się 2 sierpnia w odcinku Dynamite, kiedy Strickland i kolega z drużyny Mogul Embassy AR Fox (który sam miał historię z Allinem, która również poprzedzała AEW) zaatakowali początkującego wrestlera Nicka Wayne’a — którego Allin wziął pod swoje skrzydła, gdy nieżyjący już ojciec Nicka, Buddy Wayne, trenował Allina — w domowej siłowni Nicka w Seattle. Na odcinku z 9 sierpnia, Allin skonfrontował się ze Stricklandem i Foxem (wraz z resztą Mogul Embassy), a wieloletni przyjaciel / mentor Allina Sting pomógł Allinowi odeprzeć grupę, ustalając tag team Coffin match na All In, w którym Allin i Sting zmierzą się ze Stricklandem i Foxem. 23 sierpnia na specjalnym odcinku Dynamite: Fyter Fest, po tym jak Fox i Swerve przegrali Tornado tag team match z Allinem i Waynem, a Fox został przypięty, został wyrzucony z Mogul Embassy. Następnie Strickland przedstawił Christiana Cage’a, z którym Allin feudował od końca lipca, po tym jak od sojusznika Cage’a, Luchasaurusa, zdobył walkę o TNT Championship na gali All Out, jako swojego nowego partnera w walce.

### CM Punk vs. Samoa Joe
Podczas turnieju Owen Hart Cup 2023, który odbył się 8 lipca w odcinku Collision, CM Punk po raz pierwszy w swojej karierze pokonał Samoa Joe. 5 sierpnia, Joe podsumował ich rywalizację, wracając do czasów, gdy był w ROH, i wyzwał Punka na rewanż na gali All In, aby mógł udowodnić, że jest lepszy od Punka, i dał mu tydzień na odpowiedź. Punk nie odpowiedział Joe, który zaostrzył sprawę, atakując Punka podczas jego walki w następnym tygodniu. Podczas Collision: Fight for the Fallen 19 sierpnia, przebrany Punk zaatakował Joe i przyjął wyzwanie, ustalając walkę z „Real World Championship” Punka na szali.

## Kłótnia podczas pre-show na zapleczu
Gdzieś podczas tournée AEW po Kanadzie na przełomie czerwca i lipca, Jack Perry planował nadchodzące wakacje i chciał wykorzystać prawdziwe szkło na odcinku Collision, aby spisać się z telewizji. CM Punk, który również pracował dla AEW jako konsultant i miał uprawnienia do bookingu na Collision, nie zgodził się z tym, powołując się na uzasadnione ryzyko związane z użyciem prawdziwego szkła, przy czym zespół produkcyjny, lekarze i Tony Schiavone również byli przeciwni Perry’emu w używaniu prawdziwego szkła. Podczas pre-show All In Zero Hour, tuż przed tym, jak Perry został wrzucony przez przednią szybę pojazdu, spojrzał w kamerę i powiedział, że to „prawdziwe szkło, idź wypłakaj mi rzekę”, co było odniesieniem do dezaprobaty Punka i późniejszego potępienia przez część fanów, gdy wyciekła historia oryginalnego szkła. Kiedy Perry poszedł za kulisy po swojej walce i tuż przed tym, jak Punk miał zamiar wyjść na swoją walkę, doszło do konfrontacji, w wyniku której Punk odepchnął Perry’ego, co doprowadziło do tego, że Punk udusił go duszeniem gilotyna. Podszedł także do prezesa AEW Tony’ego Khana, ale został powstrzymany przez Chrisa Hero i producenta, którzy pomogli przerwać walkę wraz z Samoa Joe i sędzią, którzy powstrzymywali Perry’ego. Materiał zza kulis pokazuje, jak Tony Khan próbuje naprawić monitory, zanim Punk podchodzi do niego, wykonując przypuszczalny atak, który sprawił, że Khan poczuł się zagrożony, po czym został odciągnięty i podszedł do niego Malakai Black. Następnie Punk przystąpił do pojedynku z Joe w pierwszej walce PPV o "Real" World Championship. 2 września, po zakończeniu śledztwa, AEW rozwiązało Punkowi kontrakt z uzasadnionego powodu, na podstawie jednomyślnej rekomendacji komisji dyscyplinarnej AEW, a także zewnętrznego radcy prawnego. Miało to miejsce rok po zaangażowaniu Punka w sprzeczkę za kulisami podczas dyskusji medialnej po wydarzeniu po All Out 2022. Również po zakończeniu śledztwa zdecydowano, że Perry pozostanie zawieszony na czas nieokreślony.
W oświadczeniu złożonym przez Khana podczas otwarcia odcinka Collision z 2 września powiedział: „Incydent był godny ubolewania i stwarzał zagrożenie dla ludzi za kulisami. Dotyczy to personelu produkcyjnego, który co tydzień organizował program, niewinnych ludzi, którzy nie mieli nic do roboty z tym". Odnosząc się do rzekomego rzucania się Punka na Khana, stwierdził dalej: „Chodzę na występy wrestlingowe od ponad 30 lat. Produkuję je w [TNT] od czterech lat. Przez cały ten czas aż do ostatniej niedzieli nie czułem się tak że moje zabezpieczenie, moje bezpieczeństwo, moje życie było w niebezpieczeństwie podczas gali wrestlingowej. Uważam, że nikt nie powinien tak się czuć w pracy. Nie sądzę, że ludzie, z którymi pracuję, powinni się tak czuć i musiałem dzisiaj dokonać bardzo trudnego wyboru”.
Trzy miesiące później 25 listopada po 10 latach, Punk powrócił do WWE na Survivor Series: WarGames w swoim rodzinnym mieście Chicago, Illinois. Wzmianka o tym incydencie pojawiła się 8 grudnia w odcinku Friday Night SmackDown, kiedy Punk sarkastycznie skomentował: „Nie wiem, jak kto czułby się komfortowo pracując z kimś, kto po prostu uderza ludzi w twarz. stań twarzą w twarz za kulisami. Jest rok 2023, nie możesz robić takich rzeczy. To szaleństwo”. W kayfabe samo promo dotyczyło Kevina Owensa, który uderzył Austina Theory’ego i Graysona Wallera w twarz w segmencie ze scenariusza za kulisami. Następnie Jack Perry pojawił się po raz pierwszy od incydentu na gali New Japan Pro-Wrestling (NJPW) Battle in the Valley 13 stycznia 2024 roku, gdzie zaatakował Shotę Umino. Następnie zerwał kontrakt z AEW i założył opaskę z napisem „kozioł ofiarny”. Następnie przyjął pseudonim kozła ofiarnego i nadal pojawiał się w NJPW do połowy kwietnia 2024 roku.
Punk bezpośrednio odniósł się do kłótni 1 kwietnia 2024 roku w odcinku The MMA Hour Ariela Helwaniego, mówiąc, że nie zawarto umowy o zachowaniu poufności w związku z bójką. Punk twierdził, że podszedł do Perry’ego i zapytał, „dlaczego [nalegał] na robienie tego głupiego internetowego gówna w telewizji”, a po gorącej kłótni trzymał Perry’ego w uścisku, dopóki Samoa Joe nie przerwał bójki; Następnie Punk powiedział Khanowi, że od razu rezygnuje z walki z Joe, ale Joe i producent Jerry Lynn szybko przekonali go do stoczenia walki. W odpowiedzi na wywiad z Helwanim, AEW wyemitowało materiał z monitoringu przedstawiający kłótnię, które miało miejsce 10 kwietnia w Dynamite, który pokazał Punk rozmawiającego z Perrym przed nawiązaniem kontaktu fizycznego poprzez popychanie Perry’ego, a następnie próbę uduszenia go, aż bójka została przerwana kilka sekund później. W kayfabe zostało to zaprezentowane przez Young Bucks w celu dalszego feudu z FTR – którzy są prawdziwymi przyjaciółmi Punka – przed ich walką na Dynasty. Na Dynasty, Perry powrócił do AEW i pomógł The Young Bucks pokonać FTR i zdobyć AEW World Tag Team Championship.

## Wyniki walk
| Nr                                                                   | Wyniki | Stypulacje                                                               | Czas  |
| -------------------------------------------------------------------- | --- | ------------------------------------------------------------------------ | ----- |
| 1P                                                                   | Better Than You Bay Bay (MJF i Adam Cole) pokonali Aussie Open (Marka Davisa i Kyle’a Fletchera) (c) poprzez pinfall | Tag team match o ROH World Tag Team Championship                         | 7:45  |
| 2P                                                                   | Hook pokonał Jacka Perry’ego (c) poprzez submission | FTW Rules match o FTW Championship                                       | 8:20  |
| 3                                                                    | CM Punk (c) pokonał Samoa Joe poprzez pinfall | Singles match o "Real World Championship"                                | 14:00 |
| 4                                                                    | Konosuke Takeshita i Bullet Club Gold (Juice Robinson i Jay White) (z Austinem Gunnem, Coltenem Gunnem i Don Callisem) pokonali The Golden Elite (Kota Ibushiego, Kenny’ego Omegę i "Hangman" Adama Page’a) poprzez pinfall                             | Trios match                                                              | 20:30 |
| 5                                                                    | FTR (Dax Harwood i Cash Wheeler) (c) pokonali The Young Bucks (Matta Jacksona i Nicka Jacksona) poprzez pinfall | Tag team match o AEW World Tag Team Championship                         | 21:45 |
| 6                                                                    | Eddie Kingston, Orange Cassidy, Best Friends (Chuck Taylor i Trent Beretta) i Penta El Zero Miedo (z Alexem Abrahantesem) pokonali Blackpool Combat Club (Jona Moxleya, Claudio Castagnoliego i Wheelera Yutę), Mike’a Santanę i Ortiza poprzez pinfall | Stadium Stampede match                                                   | 21:30 |
| 7                                                                    | Saraya pokonała Hikaru Shidę (c), Toni Storm i Dr. Britt Baker, D.M.D. poprzez pinfall | Four-way match o AEW Women’s World Championship                          | 8:50  |
| 8                                                                    | Darby Allin i Sting pokonali Swerve’a Stricklanda i Christiana Cage’a (z Prince Naną i Luchasaurusem) | Coffin match                                                             | 16:00 |
| 9                                                                    | Will Ospreay (z Don Callisem) pokonał Chrisa Jericho (z Sammym Guevarą) poprzez pinfall | Singles match                                                            | 14:55 |
| 10                                                                   | Billy Gunn i The Acclaimed (Anthony Bowens i Max Caster) pokonali House of Black (Malakaia Blacka, Buddy’ego Matthewsa i Brody’ego Kinga) (c) (z Julią Hart) poprzez pinfall                                                                            | "House Rules" No Holds Barred Trios match o AEW World Trios Championship | 10:50 |
| 11                                                                   | MJF (c) pokonał Adama Cole’a poprzez pinfall | Singles match o AEW World Championship                                   | 29:00 |
| (c) – mistrz/mistrzyni przed walkąP – walka miała miejsce w pre-show | |                                                                          |       |

### Turniej kwalifikacyjny o AEW Women’s World Championship
|  | | |            |      |                            |                            |
|  | Kwalifikacje Dynamite (9 sierpnia) Rampage (11 sierpnia) Dynamite: Fight for the Fallen (16 sierpnia) | Kwalifikacje Dynamite (9 sierpnia) Rampage (11 sierpnia) Dynamite: Fight for the Fallen (16 sierpnia) |            |      | Finał All In (27 sierpnia) | Finał All In (27 sierpnia) |
|  | Kwalifikacje Dynamite (9 sierpnia) Rampage (11 sierpnia) Dynamite: Fight for the Fallen (16 sierpnia) | Kwalifikacje Dynamite (9 sierpnia) Rampage (11 sierpnia) Dynamite: Fight for the Fallen (16 sierpnia) |            |      | Finał All In (27 sierpnia) | Finał All In (27 sierpnia) |
|  | | |            |      |                            |                            |
|  | | |            |      |                            |                            |
|  | Toni Storm                                                                                            | Bye                                                                                                   |            |      |                            |                            |
|  | Toni Storm                                                                                            | Bye                                                                                                   |            |      |                            |                            |
|  | – | – |            |      |                            |                            |
|  | – | – |            |      |                            |                            |
|  | Hikaru Shida (c)                                                                                      | Pin                                                                                                   | Toni Storm | 8:50 |                            |                            |
|  | Hikaru Shida (c)                                                                                      | Pin                                                                                                   | Toni Storm | 8:50 |                            |                            |
|  | Anna Jay                                                                                              | 8:45                                                                                                  |            |      | Hikaru Shida (c)           | —                          |
|  | Anna Jay                                                                                              | 8:45                                                                                                  |            |      | Hikaru Shida (c)           | —                          |
|  | Saraya                                                                                                | Pin                                                                                                   |            |      | Saraya                     | Pin                        |
|  | Saraya                                                                                                | Pin                                                                                                   |            |      | Saraya                     | Pin                        |
|  | Skye Blue                                                                                             | 9:30                                                                                                  |            |      | Dr. Britt Baker, D.M.D.    | —                          |
|  | Skye Blue                                                                                             | 9:30                                                                                                  |            |      | Dr. Britt Baker, D.M.D.    | —                          |
|  | Dr. Britt Baker, D.M.D.                                                                               | Pin                                                                                                   |            |      |                            |                            |
|  | Dr. Britt Baker, D.M.D.                                                                               | Pin                                                                                                   |            |      |                            |                            |
|  | The Bunny                                                                                             | 7:25                                                                                                  |            |      |                            |                            |
|  | The Bunny                                                                                             | 7:25                                                                                                  |            |      |                            |                            |